# 우구 도밍구스 고메스
우구 도밍구스 고메스(포르투갈어: Hugo Domingos Gomes, 1995년 1월 14일~)는 브라질의 축구 선수이다.